# Global Media Group
Global Media Group é uma holding e um dos maiores grupos de media em Portugal, com presença nos sectores da imprensa e da rádio.

## História

### Origem: Olivedesportos & Lusomundo
A Global Media Group tem a sua origem na Olivedesportos, empresa fundada em 1984 por Joaquim Oliveira e nas privatizações do Diário de Notícias (DN) e do Jornal de Notícias (JN) que foram em 1991 para o grupo Lusomundo do Luís Silva. Esse mesmo grupo também tinha adquirido a maioria da TSF Rádio Notícias, fundada por um grupo de jornalistas, em 1994.
Também em 1994, a Controlinveste do Joaquim Oliveira adquire o seu primeiro título de imprensa, o jornal desportivo O Jogo. E em 1998, lança, em parceria com a RTP e a PT Multimédia, a Sport TV, uma televisão por assinatura.
Em 2001, a Controlinveste criou, em parceria com Portugal Telecom (PT), a empresa Sportinveste Multimedia, responsável pela gestão das operações digitais e multimédia em dois dos três principais clubes de futebol em Portugal (Futebol Clube do Porto e Sporting Clube de Portugal), bem como de outros sites dedicados à distribuição de conteúdos informativos e multimédia na área do desporto.

### Anos 2000
Em 2005, a PT, que tinha comprado, no início dos anos 2000, o grupo Lusomundo ao Luís Silva, num negócio avaliado na altura em mais de €500 milhões,  vende a Lusomundo Serviços, que incluía apenas o negócio dos media, à Controlinveste num negócio avaliado em mais de 300 milhões, e financiado pelo Banco Comercial Português e o Banco Espírito Santo.
Após esta aquisição, o grupo Controlinveste reuniu ofertas na área dos media que inclui a Sport TV e a rádio de informação TSF, às quais se juntam títulos de imprensa como o Jornal de Notícias, Diário de Notícias, 24 Horas, O Jogo, Global Notícias; outros títulos como o jornal Ocasião; na imprensa regional, o Açoriano Oriental (o mais antigo jornal de Portugal), o Jornal do Fundão, o Diário de Notícias da Madeira; as revistas Evasões, Volta ao Mundo e ainda uma participação acionista na agência Lusa.
Por forma a apoiar o negócio das publicações impressas, a Global Media Group deteve uma presença no sector da impressão através de duas empresas gráficas (Funchalense, em Lisboa e NavePrinter, no Porto) bem como no sector distribuição, através de duas empresas, a Vasp na distribuição em pontos de venda e a Notícias Direct, focada na distribuição porta-a-porta de jornais e revistas.
Adicionalmente, a Global Media Group teve várias participações financeiras em sociedades desportivas e empresas de telecomunicações. Controla uma operação no sector do turismo, a agência de viagens Cosmos.

### Reestruturação e mudança de razão social
Entre outubro de 2012 e novembro de 2013, as dificuldades financeiras do grupo, sobretudo devido ao elevado passivo, obrigaram Joaquim Oliveira a ceder o controlo do grupo que formalizou a venda parcial da sua participação acionista na Controlinveste Media, ao vender 72,5% do capital aos investidores Banco Comercial Português, Banco Espírito Santo, António Mosquito Mbakassie e Luís Montez. O capital da empresa ficou repartido em 27,5% pelo grupo Joaquim Oliveira, 27,5% por António Mosquito, 15% por Luis Montez, 15% pelo BCP e 15% pelo BES. O negócio levou o Daniel Proença de Carvalho para o cargo de presidente não-executivo.
Em 17 de dezembro 2014, mudou-se o nome de Controlinveste para Global Media Group.
Em 2016, é vendida a icónica sede do DN, na Avenida da Liberdade, e o jornal é transferido para as Torres de Lisboa.
Em 2017, chegam novos accionistas, vindos de Macau e de Angola. Com uma entrada de capital de 15 milhões de euros, e ficando com uma quota de 30%, um dos novos accionistas é o grupo macaense KNJ Global Holdings, do empresário Kevin Ho, sobrinho de Edmund Ho Hau-wah, o primeiro Chefe do Executivo de Macau. O outro é o José Pedro Soeiro, empresário e gestor angolano, que fica com as participações de António Mosquito e de Luís Montez.
A nova estrutura accionista é, então, a seguinte: KNJ com 30% do Grupo, José Pedro Soeiro também com 30%, Joaquim de Oliveira com 20%, e o BCP e o BES com 10% cada um.
O grupo registou em 2018 prejuízos de 9,1 milhões de euros, um agravamento face aos 4,5 milhões de euros registados em 2017.
Em 2019, os acionistas Kevin Ho e José Pedro Soeiro, compraram ao BCP e ao Novo Banco as respetivas posições no capital bem como a dívida do grupo. Não foi possível saber qual o valor da perda assumida pelos bancos, mas várias fontes apontaram para um “perdão” que poderá ter chegado aos 80 ou 85% do montante total que a Global Media ainda devia aos bancos.

### Grupo BEL
Em setembro de 2020, o Global Media Group chegou a acordo com o grupo Bel, do empresário Marco Galinha, para a sua entrada como acionista da empresa. Ele compra 40% do GMG, pelo valor de quatro milhões de euros, e faz uma injecção de capital de seis milhões de euros. O grupo Bel, fundado em 2001, tem atividades em vários setores, e entrou nos media em 2018 através do Jornal Económico.
O Marco Galinha torna-se Presidente do Global Media Group em fevereiro de 2021.
Em julho de 2023, houve uma emissão de novas ações que foram subscritas pelas Páginas Civilizadas, que ficou a controlar 50,2% da Global Media. Logo a seguir, a 25 de julho de 2023, a World Opportunity Fund Ltd (WOF), com sede nas Bahamas, adquiriu à sociedade Palavras de Prestígio, Lda, uma quota representativa de 38% do capital social da Páginas Civilizadas, e a 21 de setembro de 2023, adquiriu outras ações à sociedade Grupo Bel, ficando a controlar 51% do capital social da Páginas Civilizadas, e assim a maioria du grupo GMG.

### Situação financeira a partir de 2023
No dia 6 de dezembro, em comunicado interno, a Comissão Executivado, liderada por José Paulo Fafe, anunciou que iria negociar com caráter de urgência rescisões com 150 a 200 trabalhadores e avançar com uma reestruturação, que disse ser necessária para evitar "a mais do que previsível falência do grupo".
Entretanto, as direções do Jornal de Notícias, TSF, O Jogo e do Dinheiro Vivo apresentaram demissão, na sequência do processo de reestruturação.
Em março de 2024, a Entidade Reguladora para a Comunicação Social (ERC) suspendeu os direitos patrimonais e de voto da WOF alegando incumprimento da Lei da Transparência. O Marco Galinha voltou a comprar a sua posição mas o grupo foi desmembrado. O GMG ficou com o Diário de Notícias, Dinheiro Vivo e o Açoriano Oriental, enquanto o Jornal de Notícias, a TSF, o Notícias Magazine, O Jogo, o Volta ao Mundo, e o Evasões foram cedidos à «Notícias Ilimitadas», um consórcio de empresários do Norte (que conta com o Marco Galinha e o Domingos de Andrade como acionistas com respetivamente 30 e 20% do capital), em julho. O estado comprou na mesma altura a participação da Global Media e Páginas Civilizadas na Lusa

## Proprietários
Os detentores de 5% ou mais do capital da empresa são, em dezembro de 2024, os seguintes:
- Páginas Civilizadas, Lda. – 41,51% (o grupo Bel sendo detentor direita e indiretamente de cerca 85% do capital da Páginas Civilizadas, os restantes 15% sendo da United Resinas do António Mendes Ferreira através da Around Wishes SGPS)
- KNJ Global Holdings Limited – 29,35% (do empresário macaense Kevin Ho King-lun, sobrinho de Edmund Ho)
- José Pedro Carvalho Reis Soeiro – 20,4%
- Grandes Notícias, Lda. – 8,74% (a Páginas Civilizadas detém 100% da Grandes Notícias, Lda.)

## Publicações
- O Global Media Group tem ações maioritaria nas seguintes publicações:
  - Açoriano Oriental (90%)[20]
  - TSF (50% com os restantes 50% da «Notícias Ilimitadas» (NI)[21], sendo 30% do capital da NI detido pela GMG[18])

- As seguintes publicações têm exatamente a mesma repartição de sócios do que o GMG[b]:
  - Diário de Notícias[22]
    - Diário de Notícias da Madeira

  - Dinheiro Vivo (jornal)[23]
  - Men's Health[24]
  - Motor24[25]
  - Women's Health[26]

- O GMG tem 30% do capital social (enquanto a «Verbos Imaculados» tem os restantes 70%[c]) das seguintes publicações:
  - Delas[29]
  - Evasões (30%)[30]
  - Jornal de Notícias (30%)[31]
    - JN História

  - Notícias Magazine[32]
  - N-TV[33]
  - O Jogo[34]
  - Volta ao Mundo[35]